# Gara Cilibia
Gara Cilibia este o stație de cale ferată care deservește comuna Cilibia, județul Buzău, România. Ea este situată pe linia de cale ferată care leagă Buzăul de Făurei.